# Marguerite Broquedis
Marguerite Marie Broquedis, de casada Marguerite Billout-Bordes (Pau, França, 17 d'abril de 1893 − Orleans, 23 d'abril de 1983) fou una tennista francesa, guanyadora de dues medalles olímpiques i d'un títol de Torneig de Roland Garros.

## Carrera esportiva
Va participar, als 19 anys, en els Jocs Olímpics d'Estiu de 1912 celebrats a Estocolm (Suècia), on va aconseguir guanyar la medalla d'or en la prova individual per davant de l'alemanya Dorothea Köring. En aquests mateixos Jocs aconseguí guanyar la medalla de bronze en la competició de dobles mixtos fent parella amb el francès Albert Canet. També participà en els Jocs Olímpics d'Estiu de 1924 realitzats a París (França), on fou quarta en la competició de dobles femenins al costat de Yvonne Bourgeois i perdé en primera ronda en la competició de dobles mixtos fent parella amb Jean Borotra.
Al llarg de la seva carrera aconseguí guanyar dues edicions individuals del Championnat de France (1913 i 1914), en aquesta darrera derrotant a la jova Suzanne Lenglen de quinze anys. També arribà tres vegades més a la final del campionat (1910, 1911 i 1920), així com tres títols en categoria mixta d'aquest mateix torneig (1911, 1924 i 1927). Fins a l'edició de 1925, aquest torneig només era obert a tennistes que eren socis de clubs de tennis francesos, de manera que encara no es consideren Grand Slams. L'any 1914 també arribà a la final mixta del Torneig de Wimbledon. Malauradament, quan estava en la seva millor època esportiva i s'albirava una gran rivalitat amb la seva compatriota Lenglen, va esclatar la Primera Guerra Mundial que va provocar la suspensió de la majoria de torneigs europeus.

## Torneigs de Grand Slam

### Dobles mixts: 2 (1−1)
| Resultat   | Núm. | Any  | Torneig                                 | Parella         | Oponents                              | Marcador      |
| ---------- | ---- | ---- | --------------------------------------- | --------------- | ------------------------------------- | ------------- |
| Finalista  | 1.   | 1914 | Wimbledon, Londres, Regne Unit          | Anthony Wilding | E. Thomson Larcombe James Cecil Parke | 6−4, 4−6, 2−6 |
| Guanyadora | 1.   | 1927 | Internationaux de France, París, França | Jean Borotra    | Lilí Álvarez Bill Tilden              | 6−4, 2−6, 6−2 |

### Altres torneigs: 5 (2−1−2)

#### Individual: 4 (2−2)
| Resultat   | Núm. | Any  | Torneig                              | Oponent         | Marcador      |
| ---------- | ---- | ---- | ------------------------------------ | --------------- | ------------- |
| Finalista  | 1.   | 1911 | Championnat de France, París, França | Jeanne Matthey  | 2−6, 5−7      |
| Guanyadora | 1.   | 1913 | Championnat de France                | Jeanne Matthey  | 6−3, 6−3      |
| Guanyadora | 2.   | 1914 | Championnat de France (2)            | Suzanne Lenglen | 5−7, 6−4, 6−3 |
| Finalista  | 2.   | 1920 | Championnat de France (2)            | Suzanne Lenglen | 1−6, 5−7      |

#### Dobles: 2 (1−1)
| Resultat   | Núm. | Any  | Torneig                              | Parella          | Oponents                           | Marcador |
| ---------- | ---- | ---- | ------------------------------------ | ---------------- | ---------------------------------- | -------- |
| Finalista  | 1.   | 1921 | Championnat de France, París, França | Suzanne Deve     | Suzanne Lenglen Germaine Bourgeois | 2−6, 1−6 |
| Guanyadora | 1.   | 1924 | Championnat de France                | Yvonne Bourgeois | Germaine Golding Jeanne Vaussard   | 6−3, 6−3 |

#### Dobles mixtos: 3 (2−1)
| Resultat   | Núm. | Any  | Torneig                              | Parella      | Oponents                            | Marcador |
| ---------- | ---- | ---- | ------------------------------------ | ------------ | ----------------------------------- | -------- |
| Guanyadora | 1.   | 1911 | Championnat de France, París, França | André Gobert | Marguerite Mény É. Mény de Marangue | 6−4, 6−3 |
| Finalista  | 2.   | 1921 | Championnat de France                | Max Decugis  | Suzanne Lenglen Jacques Brugnon     | 4−6, 1−6 |
| Guanyadora | 2.   | 1924 | Championnat de France (2)            | Jean Borotra |                                     |          |

## Jocs Olímpics

### Individual
| Any  | Campionat                       | Oponent         | Resultat      |
| ---- | ------------------------------- | --------------- | ------------- |
| 1912 | Jocs Olímpics, Estocolm, Suècia | Dorothea Köring | 4−6, 6−3, 6−4 |

### Dobles femenins
| Any  | Campionat                    | Parella          | Oponents                       | Resultat |
| ---- | ---------------------------- | ---------------- | ------------------------------ | -------- |
| 1924 | Jocs Olímpics, París, França | Yvonne Bourgeois | Evelyn Colyer Dorothy Shepherd | 1−6, 2−6 |

### Dobles mixts
| Any  | Campionat                       | Parella      | Oponents | Resultat |
| ---- | ------------------------------- | ------------ | -------- | -------- |
| 1912 | Jocs Olímpics, Estocolm, Suècia | Albert Canet |          |          |